# Blue Lake (Kalifornia)
Blue Lake – miasto w Stanach Zjednoczonych, w stanie Kalifornia, w hrabstwie Humboldt. Według spisu ludności przeprowadzonego przez United States Census Bureau w roku
2010, w Blue Lake mieszka 1253 mieszkańców.